# ۳۶ ارابه‌ران
۳۶ ارابه‌ران یک ستاره است که در صورت فلکی ارابه‌ران قرار دارد.